# Antoni Suchodolski
Antoni Suchodolski herbu własnego – wojewoda grodzieński w 1794 roku, kasztelan merecki w 1793 roku, kasztelan smoleński w latach 1790–1793, skarbny Wielkiego Księstwa Litewskiego w latach 1781–1790, sędzia ziemski wołkowyski w latach 1772–1786, sędzia grodzki wołkowyski w latach 1769–1772.
Poseł na sejm 1778 roku z powiatu wołkowyskiego. Poseł na sejm 1784 roku z województwa smoleńskiego. W marcu 1793 roku wyznaczony przez konfederację targowicką do Komisji Skarbowej Wielkiego Księstwa Litewskiego. Sędzia sądu sejmowego sejmu grodzieńskiego 1793 roku z Senatu.